# Peiden
Peiden ist eine alpine Kleinsiedlung in der Gemeinde Lumnezia, Kanton Graubünden. 
Am 1. Januar 1963 fusionierte die bis dahin selbständige Gemeinde Peiden mit der Gemeinde Uors zur Gemeinde Uors-Peiden, die 2002 mit weiteren Gemeinden zur Gemeinde Suraua fusionierte, die dann 2013 in der Gemeinde Lumnezia aufging.

## Geographie

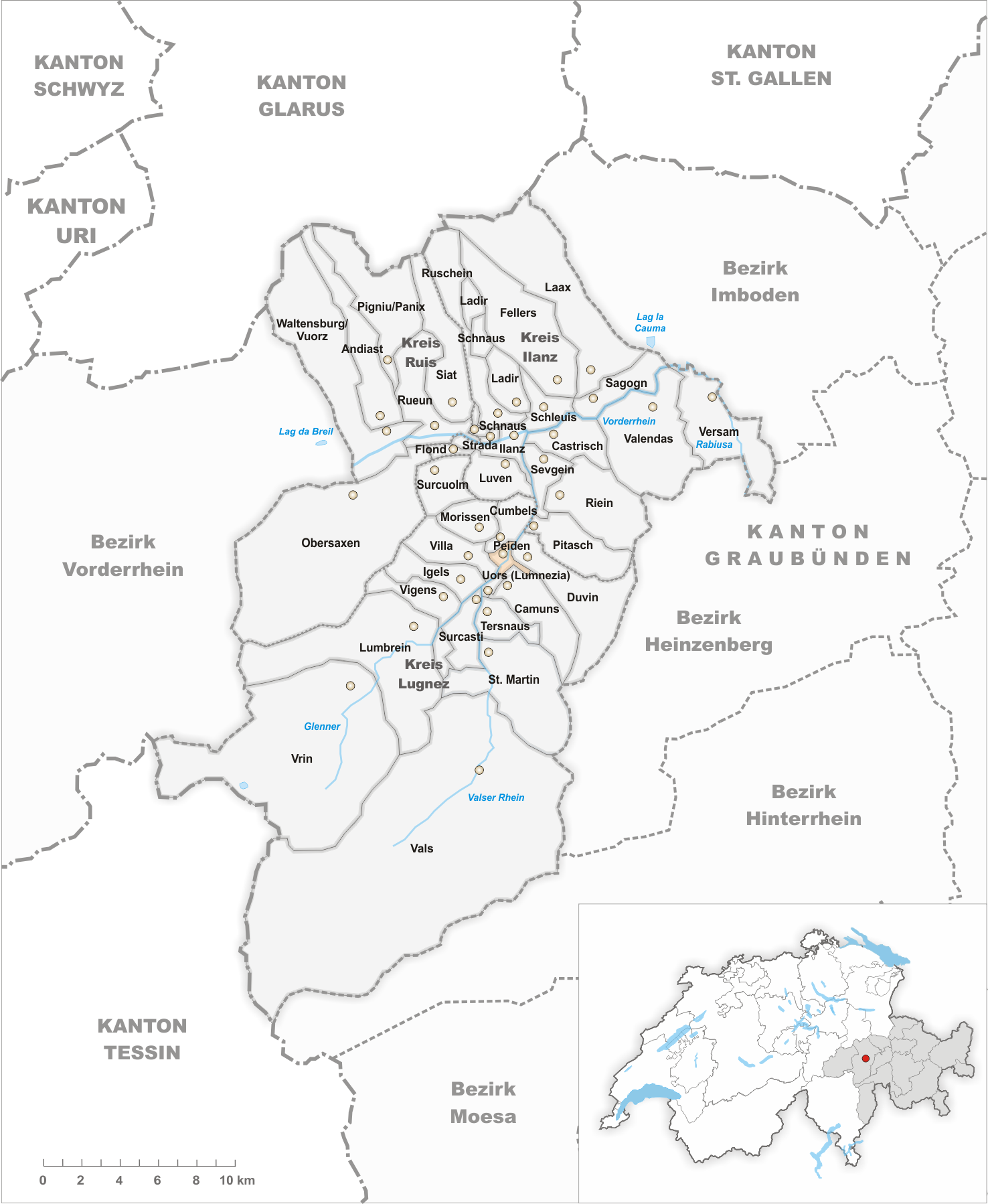
Gemeindestand vor der Fusion am 1. Januar 1963

Luftbild von Walter Mittelholzer von 1919. Peiden rechts der Mitte

Die zum grössten Teil kaum bewohnten Hofstätten der heutigen Gemeinde Lumnezia liegen an einem geologisch instabilen Hang unterhalb Cumbel an der Verbindungsstrasse zwischen dem Ober- und Unterlugnez. Südöstlich des Dorfes liegt im Talgrund des Glenners – rätoromanisch il Glogn – die seit dem 13. Jahrhundert bekannte, ehemalige Badestätte mit ihrem heutigen Gasthof Peiden-Bad an der Verbindungsstrasse von Ilanz nach Vals. Eine Zugangsstrasse zu den höher gelegenen Lugnezer Dorffraktionen von Peiden-Dorf und Cumbel führt über eine Strassenbrücke zum linken Glenner-Ufer und vorbei an der 1345 erstmals erwähnten Luzius-Kapelle, die ursprünglich St. Sigismund geweiht war.

## Geologie
Peiden liegt auf einem 30 Quadratkilometer grossen Rutschgebiet. Die linke Lugnezer Talseite von Lumbrein bis Cumbel bewegt sich jährlich um 1 bis 20 Zentimeter auf einer um 15 Grad geneigten tektonisch unruhigen Gleitfläche talwärts. In den letzten hundert Jahren verschob sich der Standort der Peidner Kirche um mehr als 16 Meter talwärts und senkte sich um 4 Meter. Die Häuser mussten dabei öfters geflickt werden, und es zeugen schartenartige Risse in den Mauern vom bewegten Untergrund.
Nach Hochwasser-Ereignissen des Glenners um 1920 kam der Boden so stark ins Rutschen, dass man Peiden evakuieren wollte, doch die Bevölkerung wehrte sich dagegen. Die unstabile Lage des Dorfes beschleunigte jedoch die Abwanderung. Obwohl sich die Geschwindigkeit der Rutschungen dank Entwässerungs- und Sanierungsanlagen verlangsamt hat, ist die Siedlungsfläche bis heute gefährdet. Eine Stiftung «Pro Peiden-Schuders» versuchte bei der Bewältigung der Schäden ebenfalls erfolglos Hilfe anzubieten. Ziel der Behörden war auch, die Auswanderung aus diesem naturgefährdeten Dorf zu fördern.

## Geschichte
Der Name des Dorfes geht vermutlich auf das vorrömisch-rätische pitino zurück, einer Bezeichnung für eine Wehranlage oder Burg. Im Spätmittelalter unterstand die romanische Siedlung aus dem 11. Jahrhundert als Lehen des Bistums Chur zuerst den Vögten von Belmont, anschliessend ab 1371 den Lumbreiner Feudalherren Lumerins und um 1390 waren die Lehensträger die Sax-Misox. 1345 wurde die Kleinsiedlung als Peden erwähnt. 1538 kauften sich die Bewohner von den Feudalrechten frei. Die damals gebildete Nachbarschaft mit Camuns und Cumbel bestand in der Folge bis 1851.
Kirchlich gehörte Peiden zur Talkirche St. Vinzenz in Pleif, bildete dann von 1745 die Kuratkaplanei Heilige Dreifaltigkeit und von 1910 bis 1963 eine Pfarrei, die 1873 bis 1924 von Kapuzinern betreut wurde. Im Talboden liegt am linken Glennerufer die 1345 erwähnte Kapelle St. Luzius (ursprünglich St. Sigismund).
Das seit dem 13. Jahrhundert bekannte Bad Peiden gegenüber der Kapelle St. Luzius, dessen drei Quellen gemäss einer Urkunde von 1563 Gemeinbesitz von Peiden und Camuns waren. Ein Erdrutsch zerstörte 1812, ein Hochwasser 1868 die sich damals im Besitz des Arztes und Nationalrats Johann Bartholome Arpagaus befindlichen Quellen. Das 1873 wiedereröffnete Bad genoss in den gehobenen Gesellschaftskreisen der Belle Époque einen guten Ruf, so dass 1891 ein neues Kurhaus und 1906 eine Dépendance erstellt werden konnte. Dem Kurbetrieb, der von Mitte Juni bis Ende September dauerte, setzte der Erste Weltkrieg ein Ende. Danach wurde nur mehr ein Restaurant betrieben. Peiden leidet wie Schuders unter Hangrutschungen. Die Stiftung Pro Peiden-Schuders hilft bei der Bewältigung der Schäden.
Aus strukturellen Gründen fusionierte Peiden 1963 mit Uors zur politischen Gemeinde Uors-Peiden. Diese wiederum schloss sich am 1. Januar 2002 mit den Fraktionen Camuns, Surcasti und Tersnaus zur Gemeinde Suraua zusammen und ist heute eine Fraktion der fusionierten Talgemeinde Lumnezia. Peiden ist eine vom Aussterben bedrohte Siedlung.
→ siehe auch Abschnitt Geschichte im Artikel Lumnezia

## Bevölkerung
| Bevölkerungsentwicklung | Bevölkerungsentwicklung | Bevölkerungsentwicklung | Bevölkerungsentwicklung | Bevölkerungsentwicklung | Bevölkerungsentwicklung | Bevölkerungsentwicklung | Bevölkerungsentwicklung | Bevölkerungsentwicklung |
| ----------------------- | ----------------------- | ----------------------- | ----------------------- | ----------------------- | ----------------------- | ----------------------- | ----------------------- | ----------------------- |
| Jahr                    | 1850                    | 1900                    | 1910                    | 1950                    | 1960                    | 1970                    | 1980                    | 2000                    |
| Einwohner               | 91                      | 129                     | 147                     | 87                      | 67                      | 116 (Uors-Peiden)       | 69                      | 90                      |

1850 lebten 91 Menschen in Peiden, 1900 waren es 129; der Höchststand wurde 1910 erreicht, als Peiden 147 Einwohner zählte. Anschliessend ging die Einwohnerzahl stetig zurück. 1950 waren es 87, 1960 noch 67 und heute zählt die Hofstatt Peiden selbst nur mehr ein gutes Dutzend Bewohner – vereinzelte davon sind Ferien- oder Zweitwohnsiedler.

## Kirche

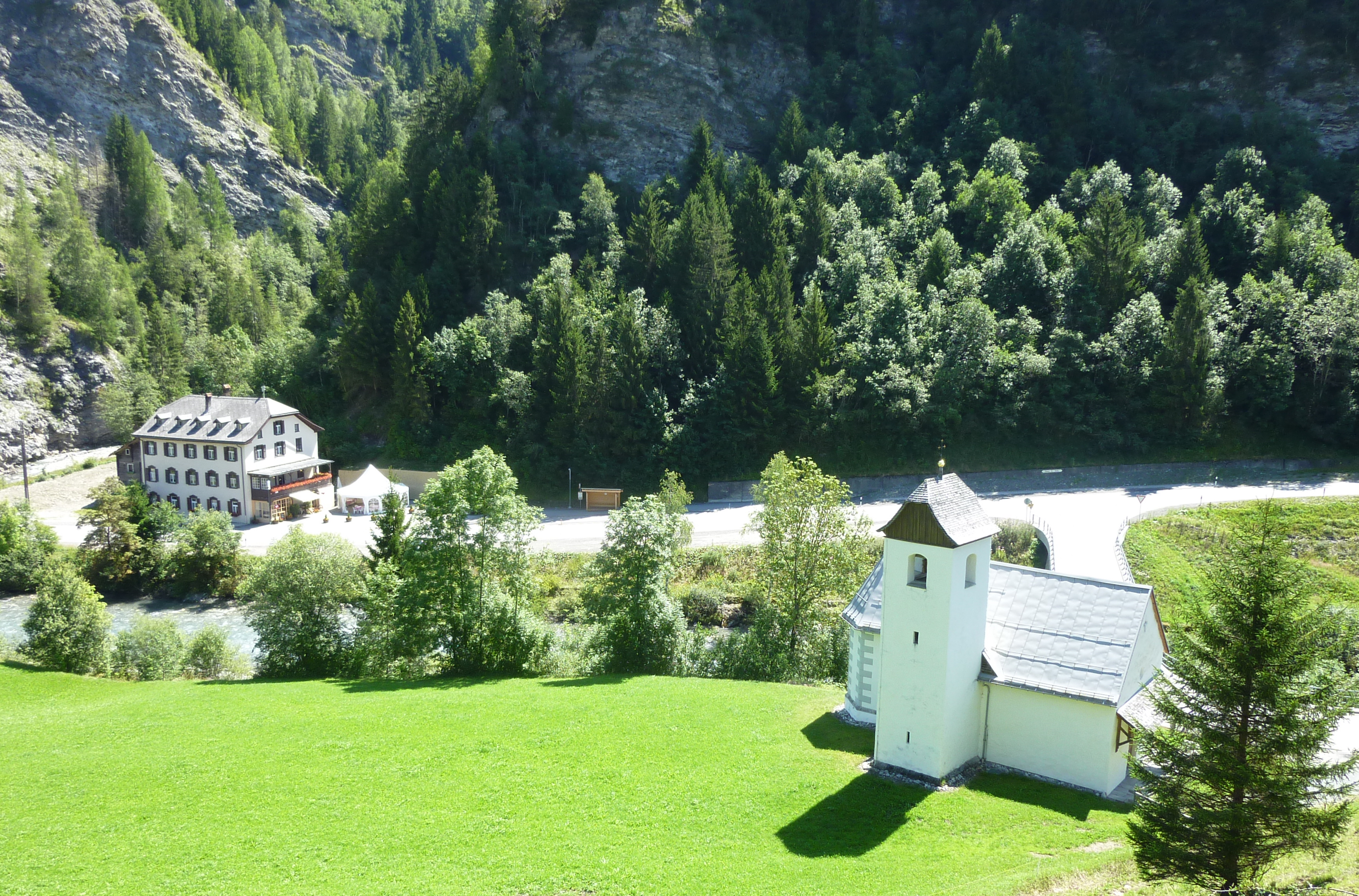
Pfarrkirche Heilige Dreifaltigkeit und Peiden-Bad, dazwischen der Glenner

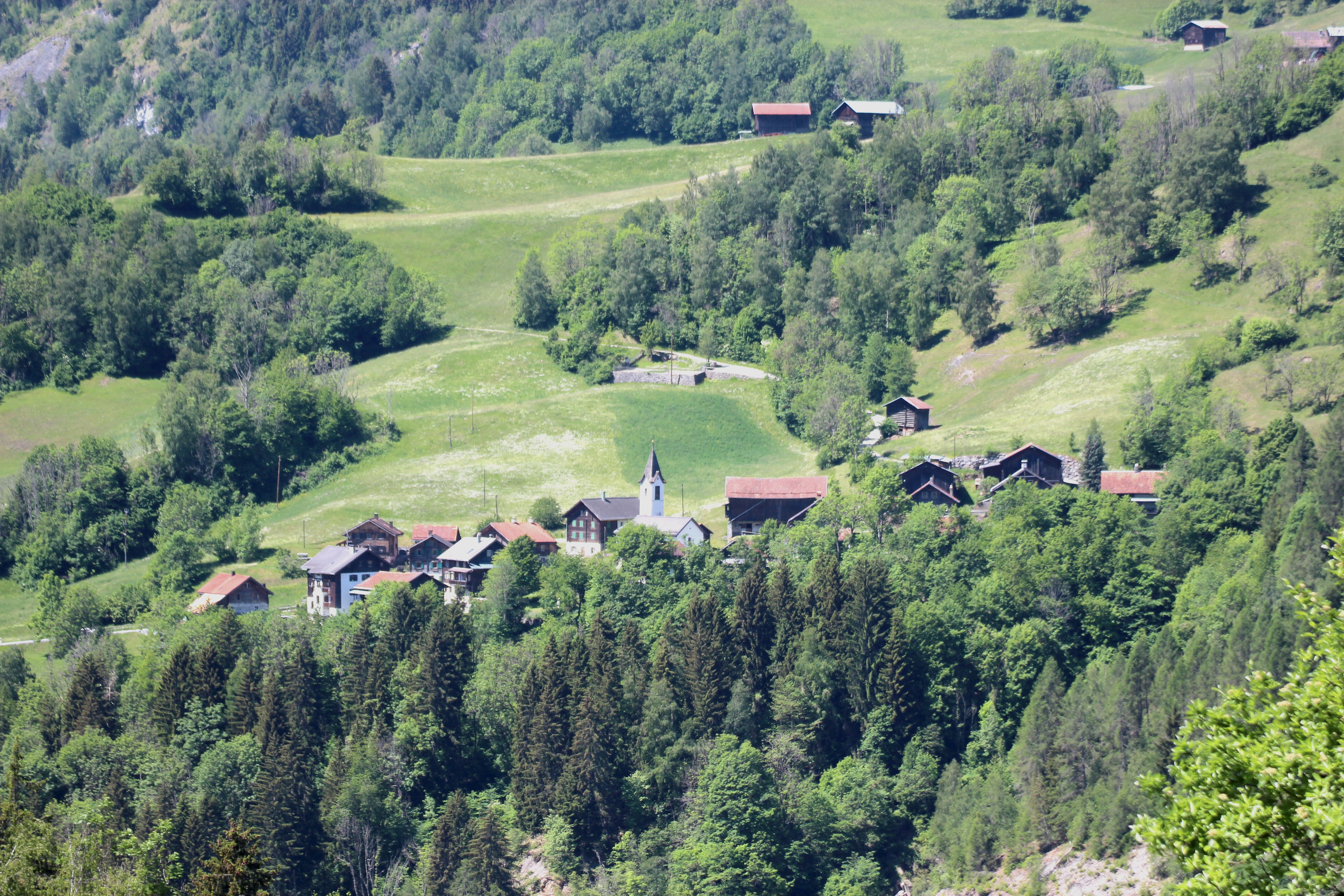
Ansicht talaufwärts

Kirchlich gehörte Peiden zu St. Vinzenz in Pleif, bildete von 1745 die Kuratkaplanei zur Heiligen Dreifaltigkeit und von 1910 bis 2010 eine eigene Pfarrei. Per 1. Januar 2010 erfolgte die Fusion mit der Pfarrei Cumbel. Ab 1. Januar 2018 wurde die Kirchgemeinde Cumbel/Peiden in die neue katholische Kirchgemeinde Lumnezia integriert bzw. fusioniert (Suraua/Cumbel/Peiden/Lumbrein/Vrin). Die katholische Pfarrkirche «Heilige Dreifaltigkeit» wurde um 1730 erbaut und war gemäss der Einschätzung von Erwin Poeschel ohne architektonische Bedeutung. Das Altarblatt stammt aus der Zeit um 1700. Im linken Seitenaltar findet sich eine Schutzmantelmadonna von Georg Wilhelm Graesner aus dem Jahre 1650.
Die Kirche wurde bei Dorfbränden 1896 und 1900 beschädigt und anlässlich ihrer Wiederherstellung vergrössert. Im Jahre 1982 erfolgte eine Gesamtsanierung der Kirche.

## Film
Im Film «Peiden» erzählt der Autor Mattias Caduff, dessen Vorfahren aus Peiden stammen, von der Herkunft und dem Alltag der Bewohner. Obwohl sich die geologisch instabile Hanglage und die Rutschgefahr in Peiden seit Mitte des 20. Jahrhunderts nicht veränderten und die auf instabilem Grund gebaute Siedlung immer noch talwärts rutscht, wurde sie bis heute nicht ganz aufgegeben.

## Theaterstück
Im Theaterstück «Peiden» (2022) von Bruno Cathomas wird auf Schweizerdeutsch, Hochdeutsch und Rätoromanisch die Geschichte des Dorfes und seiner Bewohner erzählt. Es thematisiert Brände, Hangrutschungen und die Herausforderungen eines Lebens in einer instabilen Umgebung, verknüpft mit persönlichen Erlebnissen des Autors und der Frage nach Identität und Heimat.